# فرودگاه بولغان
فرودگاه بولغان (انگلیسی: Bulgan Airport) یک فرودگاه در شهر بولغان در استان خوفد کشور مغولستان است. این فرودگاه دارای باند چمن ۱۷/۳۵ ۱۸۰۰ متر × ۳۰ متر (۵۹۰۶ فوت × ۹۸ فوت) است.